# Прапор Саксонії
Прапор Саксонії (нім. Flagge Sachsens) — один з символів федеральної землі Вільна держава Саксонія.
Прапор являє собою прямокутне полотнище з двох рівновеликих горизонтальних смуг: верхньої — білого і нижньої — зеленого кольору. Другий варіант — у центрі прапора розташований герб Саксонії. Пропорції полотнища — 3:5, іноді використовується відношення сторін 1:2.
Біло-зелений прапор використовувався як прапор Саксонського королівства в 1815—1918 рр., а до 1934—1935 рр. в якості стяга Вільної держави Саксонія (офіційно затверджений в 1920 році). У часи Третього Рейху прапор був формально скасований. Затверджений повторно 1947 року, хоча неофіційно використовувався вже після капітуляції Німеччини. Після входження Німецької Демократичної Республіки до складу Федеративної Республіки Німеччина, в 1991 році в якості офіційного символу був прийнятий також варіант прапора з гербом.

## Прапори меншин
Параграф 4 статті 2 Конституції Вільної держави Саксонія гарантує рівноправність інших прапорів поряд із саксонським державним прапором.
|                           |
| Прапор сілезців (з орлом) |

|                 |
| Прапор сілезців |

|                         |
| Прапор лужицьких сербів |